# Edificio Hargreaves

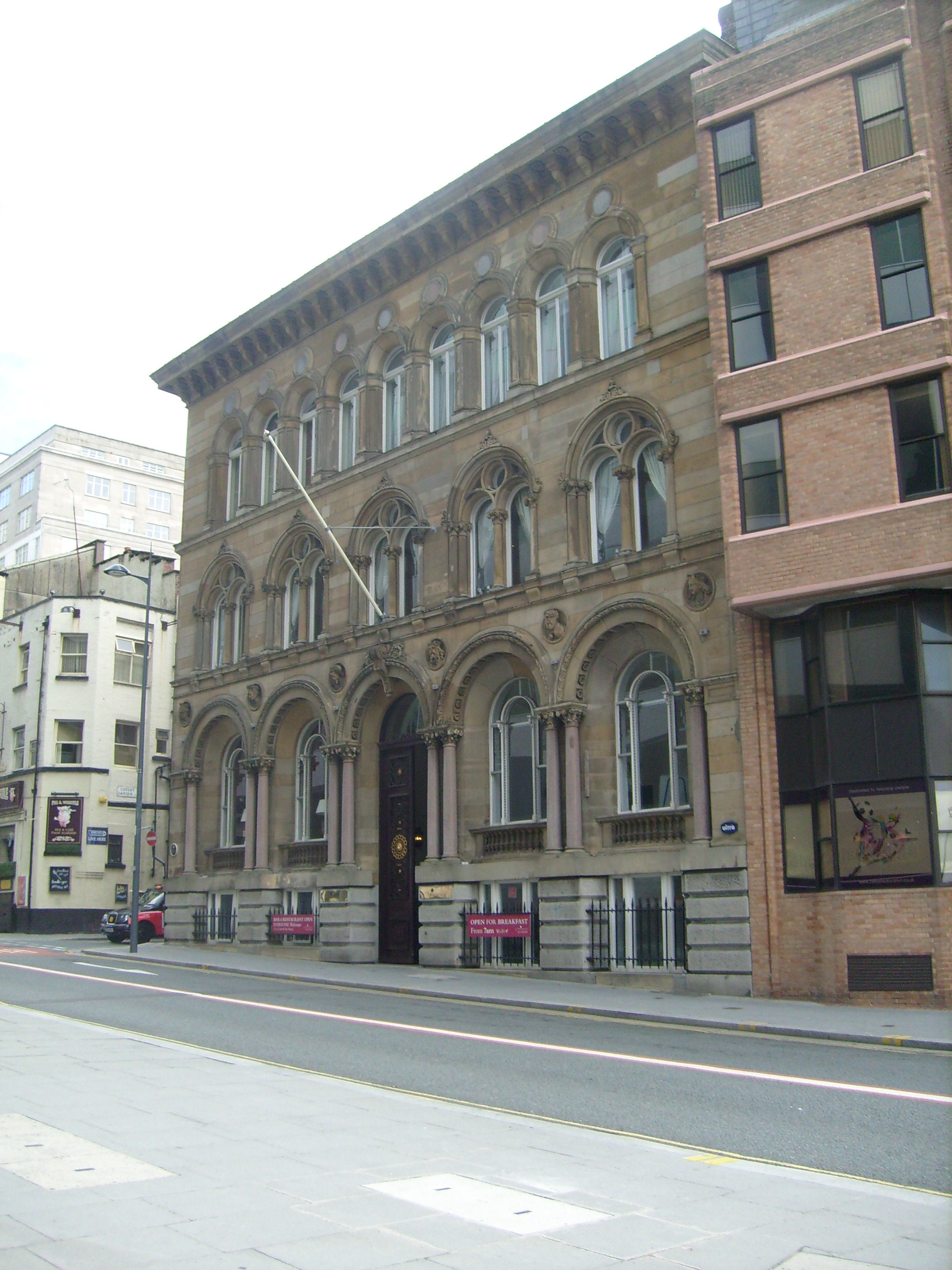

El edificio Hargreaves se encuentra en la calle Chapel, Liverpool, Merseyside, Inglaterra. Fue construido en 1859 como la sede del Banco Brown Shipley y continuó albergando oficinas cuando el banco se trasladó a Londres. A partir de 1985 fue usado por el Club de la Raqueta de Liverpool y en el siglo XXI se convirtió en un hotel y restaurante.

## Historia
El edificio es de 1859 y fue diseñado por el arquitecto local Sir James Picton. Fue diseñado para el banquero Sir William Brown como su sede principal. El nombre "Hargreaves" era el apellido del yerno de Brown, que dirigía el negocio en Liverpool. El edificio siguió siendo la sede del Banco Brown Shipley hasta 1888, cuando se trasladó a Londres. Continuó utilizándose como oficinas hasta la década de 1980.
Después de los disturbios de Toxteth de 1981, cuando el edificio de Club de la Raqueta de la calle Upper Parliament fue destruido, este buscó nuevas instalaciones. En ese momento, el contrato de arrendamiento del edificio Hargreaves estaba disponible, y los fideicomisarios del Club negociaron un contrato de arrendamiento de 150 años con el Ayuntamiento de Liverpool. El edificio fue reconvertido para el Club y reabierto el 20 de mayo de 1985. Contenía un comedor, un bar y un salón, una sala de billar, dos canchas de squash, una pequeña piscina, un gimnasio y vestuarios, y habitaciones para alojamiento durante la noche. Sin embargo, en 2001 la membresía del Club había disminuido y el edificio fue arrendado de nuevo. Desde entonces se ha convertido en la sede del hotel Racquet Club y del restaurante Ziba.

## Arquitectura
El edificio está construido en sillar, con sótano de granito y cubierta de pizarra. Tiene tres plantas más un sótano. El estilo arquitectónico es de palacio veneciano, pero empleando arcos como los realizados por Borromini en el Palacio Barberini de Roma. Tiene cinco tramos dando a la calle Chapel y siete dando al Covent Garden. En la planta baja hay ventanas con cabeceras redondeadas con columnas pareadas. Entre los cabeceros de las ventanas hay medallones con bustos en relieve de personas involucradas en la exploración de las Américas. Entre estos están Cristóbal Colón, Isabel la Católica, Rodrigo Bermejo (otro nombre dado a Rodrigo de Triana), Américo Vespucio, Hernán Cortés, Anacaona y Francisco Pizarro. En el segundo piso hay ventanas más pequeñas de dos luces debajo de arcos de medio punto, separadas por columnas jónicas. El piso superior contiene ventanas de dos luces aún más pequeñas bajo arcos de medio punto entre pilastras paneladas. A lo largo de la parte superior del edificio hay un friso y una cornisa. El edificio está registrado en la Lista del Patrimonio Nacional de Inglaterra como un edificio catalogado de Grado II, habiendo sido designado el 12 de julio de 1966.